# 英国驻上海总领事馆
英国驻上海总领事馆（英語：British Consulate-General in Shanghai），官方正式名称为“大不列颠及北爱尔兰联合王国驻上海总领事馆”（Consulate General of the United Kingdom of Great Britain and Northern Ireland in Shanghai），前身为英国驻上海领事馆和英国驻上海侨务人员处。总领馆于1843年11月开馆，后重建于永福路，後迁至南京西路，现址位于北京西路，是上海最早的外国常驻外交机构，也是英国政府常驻上海的官方外交机构，主要负责上海、江苏、安徽和浙江三省一市的签证、侨务和文化促进工作。目前，英国驻上海总领事为包迈岫。

## 历史

### 领事馆的设立
1842年8月29日，《中英南京条约》签订，条文第二款专文规定“自今以后，大皇帝恩准大英国人民带同所属家眷，寄居大清沿海之广州、福州、厦门、宁波、上海等五处港口，贸易通商无碍。且大英君主派设领事、管事等官住该五处城邑，专理商贾事宜”。当年12月1日，英国外交部任命原英属印度马德拉斯陆战队上尉巴富尔为英国驻上海首任领事，并暂驻广州。1843年10月8日，《五口通商附粘善后条款》签订，巴富尔旋即乘坐“威克森”号舰由广州启程北上，绕经舟山，换乘“麦都思”号并于11月8日抵达上海十六铺码头。此后数日，除礼节性拜访外，巴富尔主要与时任苏松道台的宫慕久关于上海开埠和设立领事馆等问题展开谈判。
在谈判之初，宫慕久为执行清廷的“华夷分居”政策以及按照当时上海的风俗惯例，要求英国驻沪领事馆设立于上海县城之外。根据惯例，来沪外省人的会馆场所均设置于县城之外，由于英国人也属外来人员，因此也被要求设置于城外。但巴富尔却坚持要求设立在城内，并表示宁可于庙宇中搭建帐篷办公居住也不愿设置于城外。最终一名姚姓的旅沪粤商表示愿为英国领事馆在城内设立提供场所。1843年11月14日，英国领事馆贴出布告宣布英国驻上海领事馆正式开馆，并于17日正式开埠。

### 外滩馆址時期

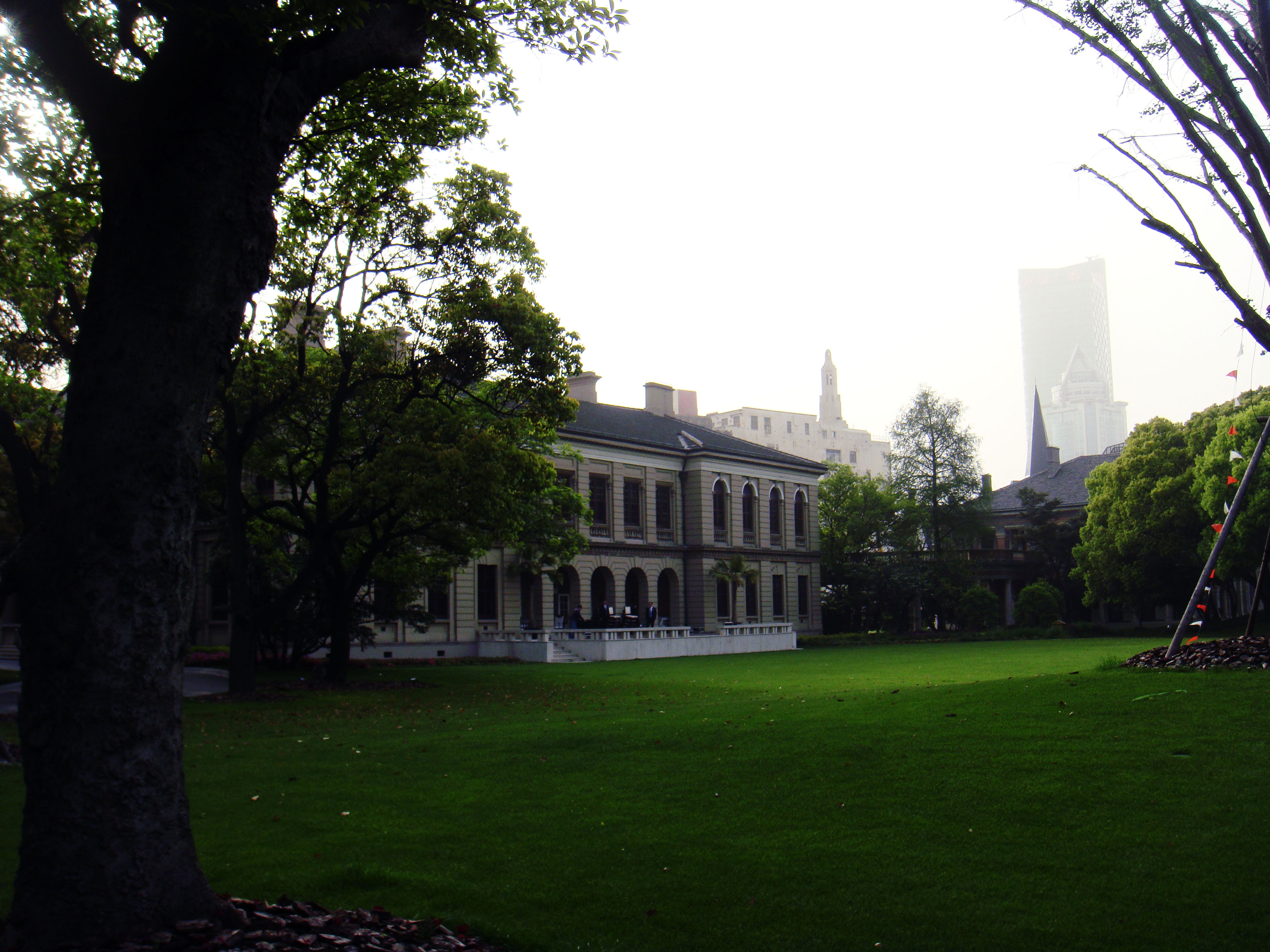
原英国驻上海总领事馆馆舍

尽管巴富尔在1843年11月14日在上海县城内完成领事馆的开设工作，但其租用的为姚姓旅沪粤商房屋，而姚氏则利用普通民众对于新鲜事物猎奇的心态，出售领事馆参观门票，最终招致巴富尔的反感。1844年2月，巴富尔与上海一名顾姓士绅达成协议，租用大东门以新衙巷敦春堂作为英国领事馆馆舍。敦春堂为坐北朝南的庭院，共有四幢两层楼房，总计52间房屋。尽管馆舍条件得到改善，也避免了普通民众的影响。但是，巴富尔根据英国外交方面关于在上海开辟居留地的设想，便不再坚持最初必须设立于城内的想法，转而决定自建领事馆。根据当时英国外交的法律规定，驻外领事只能租地而不能购地建造领事馆。1845年，上海英租界划定范围。但之后巴富尔为新址选定的苏州河口以南滨江地区，即今中山东一路33号，当时并不属于租界范围。因此，巴富尔不惜违背当时英国法律的规定，成功购入该地区总计126亩土地。但最终却为伦敦方面获悉，巴富尔被解除上海领事一职，转由阿礼国接任。
阿礼国就任以后，通过疏通英国外交部，并适逢青浦教案发生，将该地区划入英租界范围。最终阿礼国获得伦敦的批准，在巴富尔购入的土地上兴建领事馆。1849年7月21日，外滩新址启用，英国驻沪领事馆于当日正式迁入外滩新馆。1852年，外滩领馆进行了一次翻新改建。1870年12月24日，外滩领馆发生大火，馆存档案、资料和书籍等一并焚毁。1872年6月起，领事馆于原址开始重建，翌年完成。1880年，随着领事事务的逐渐扩大，以及中国门户开放的程度加深，英国驻沪领事馆升格为总领事馆。1941年，太平洋战争爆发后，在日军胁迫下，英国驻沪总领事馆第一次关闭。及至1945年9月10日，领事馆重新开放到1949年10月7日，中华人民共和国外交部宣布中华人民共和国与英国断交后再度关闭。

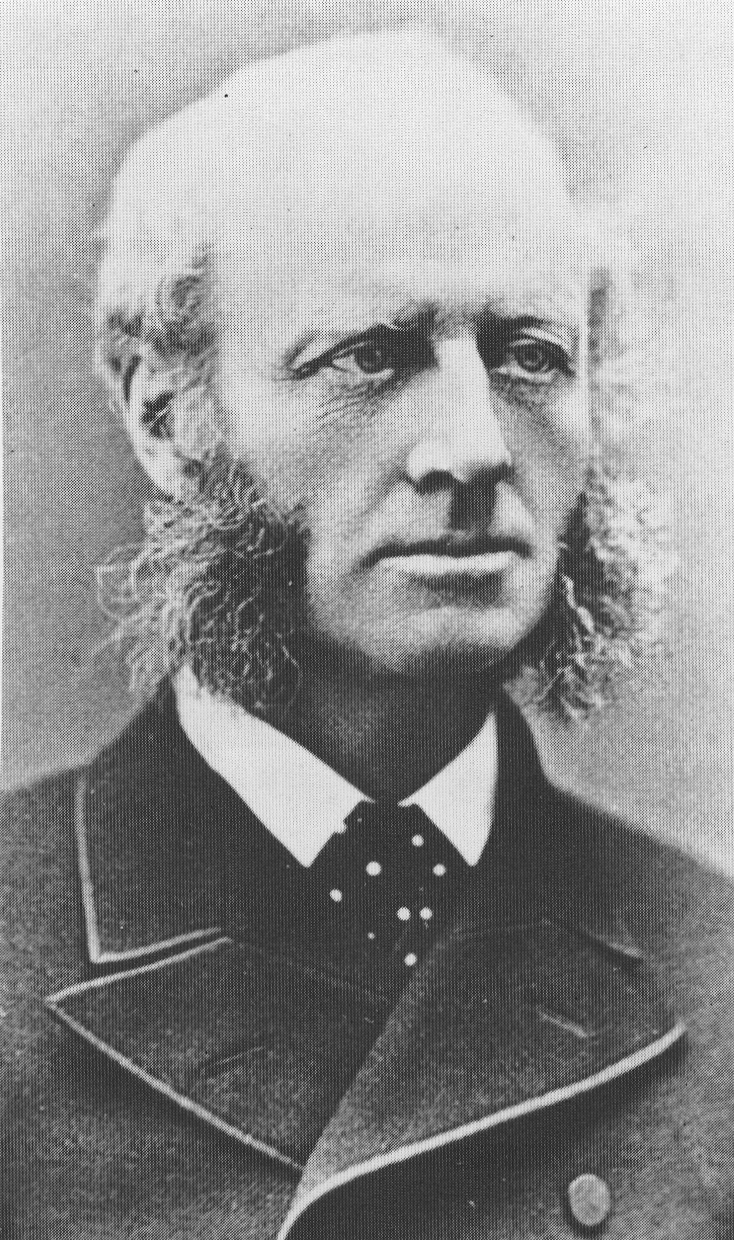
建立公审会廨的时任英国驻沪领事——巴夏礼

直至1941年前，英国驻沪总领事馆在政治、司法等诸多方面对上海乃至中国产生极大的影响，包括协定关税、领事裁判权、永租制、万国商团等等。其中体现领事裁判权的会审公廨和英國在華最高法院便设立于英国驻沪领事馆内。1847年，英国领事馆率先设立领事法庭(Consular Courts)，处理英国侨民在华的一系列纠纷。1865年，根据《天津条约》，领事法庭正式定名为英國在華最高法院，并设立在英国驻沪领馆馆内，由英国女王直接任命，管辖范围扩大至中国全境，并根据需求可以巡回各处开庭。英國在華最高法院駐地在英國縂領事館院内。1904年，英国政府令英國在華最高法院增設上訴庭(Appeal Court in Shanghai)。英國在華最高法院1943年撤銷。
会审公廨的起源則在1854年，英国驻沪领事阿礼国与美、法两国驻沪领事公布其自行制定的上海第二次《土地章程》，并为未来的会审公廨的设立做了法理上的铺垫。1864年2月15日，英国驻沪领事馆巴夏礼提出在公共租界组织“中国法庭”，要求涉及外人利益的案件，必须有外人陪审。1864年5月1日，巴夏礼委派阿剌白司脱与苏松太道应宝时派遣的官员在设立于英国领事馆内的洋泾浜北首理事衙门会审租界华人案件。1899年以後会审公廨駐地為北浙江路191号（七浦路口）。1927年公共租界会审公廨改組為江苏上海公共租界临时法院兼上诉院，1931年撤銷，被中華民國司法系統下的江苏上海第一特区地方法院替代。因此直至1930年，俗称会审公廨或承审公堂的洋泾浜北首理事衙门成为公共租界华人案件的最高司法机构。

### 英国驻沪办理侨务专员时期
1954年，日内瓦会议召开，鉴于香港问题悬而未决和其他原有历史问题，英国决定与中国建立代办级外交关系，双方互换代办。当年9月，中国外交部同意英国驻华代办处在沪派遣常驻办理侨务人员，处理原英方资产和侨民事务。侨务人员办事处仍旧设立于原总领馆。9月17日，首任驻沪办理侨务专员、英国代办处参赞盖尔纳（F. F. Garner）抵达上海。
这一时期，上海侨务专员主要负责处理旅沪英国侨民事务以及牵涉英国侨民、英商企业和上海政府的交涉事务。同时兼办原驻沪总领事馆的签证、认证工作，并且在经中国外交部同意的情况下办理与中国无邦交的第三国委托事宜。
侨务专员驻沪之初，曾为英商纶昌纱厂、卜内门洋碱公司等解决劳务纠纷和经营问题。并且就英侨或教会资产向上海市政府办事处及其他主管部门多次进行交涉和协助办理。1956年9月，受美国政府委托，侨务专员与上海市府外事处办理了于该年8月底在舟山群岛附近发现的美军尸体的移交手续，并由侨务专员向美方进行转交。
1967年5月6日，香港人造花厂新蒲岗分厂发生劳资纠纷，香港政府出动纪律部队平息纠纷，过程中新华社驻港记者被误伤。5月15日，上海民众举行抗议香港政府的游行示威。过程中，在当时政治氛围影响下，出现极部分过激游行示威群众在第二日违规进入侨务专员的办事处，向时任侨务专员的侯卫德表达不满意见，下午局势进一步恶化，部分红卫兵再度闯入侯卫德住所，破坏住所财产，并伤及一些人员。
1967年8月22日，中国外交部决定取消英国驻华代办处派遣常驻上海处理侨务专员的安排，要求英国驻沪侨务专员于48小时内离沪。当日，英国驻华代办霍普森向中国外交部递交英国外务大臣乔治·布朗致陈毅外长的急电。对取消驻沪专员表示异议并希望就此事在伦敦或北京进行相关谈判。但当日最终发生火烧英国代办处事件，以致24日驻沪侨务专员侯卫德不得不离沪前往北京，英国驻沪侨务人员办事处关闭。9月9日，上海市革命委员会发布征用令，征用英国领事馆馆舍，并由中国外交部领事司向英国驻华代办处参赞柯利达宣布上海市革委会的征用令。但英方保留被征用房屋内公私财产的权利，并要求中方给予运送相关财产出境的帮助。在得到中国外交部的同意后，英国代办处派二等秘书戴维斯前往上海处理财产及档案处理事宜。1987年6月5日，中英两国政府在北京签订《中华人民共和国政府和大不列颠及北爱尔兰联合王国政府关于解决历史遗留的相互资产要求的协定》，解决了包括英国驻沪总领事馆馆舍的赔偿问题。

### 总领馆重设

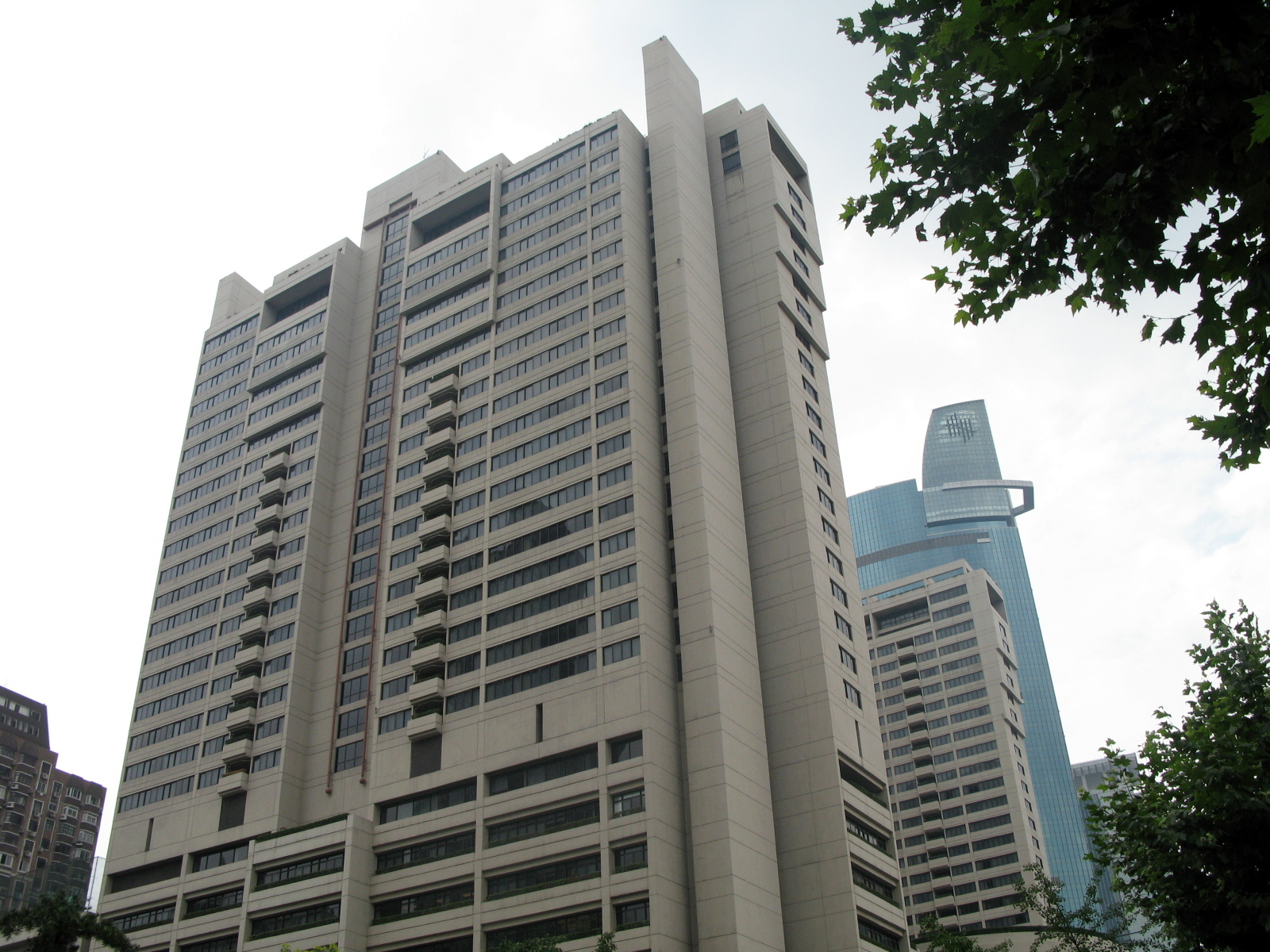
英国驻上海总领事馆现址——上海商城

1972年3月，中华人民共和国政府与英国政府将中英代办级外交关系升格为大使级外交关系。1982年6月，英国驻华使馆向中方提出，希望重设驻沪总领事馆。1984年4月17日，中英两国政府签订《关于在曼彻斯特设立中国总领事馆和在上海设立英国总领事馆的协议》，并于1985年1月14日起生效。
1985年，英国驻沪总领事孟德惠抵沪，总领事馆于2月11日开馆，馆址位于上海永福路244号。重设总领馆之初，英国方面主要致力于促成英方企业与上海企业的项目合作、英资引入、技术提供和文化往来。重设之初，适逢上海市政府考虑引入外资进行城市轨道交通的建设，英国驻沪总领事向上海市府转达英国政府意愿，表示可以提供3亿英镑的软贷款，但必须采用英方的技术支持和英制设备。随后，上海方面派出时任副市长的倪天增为代表的考察团访英考察英国地铁建设情况。但最终因两地地铁设计施工要求有较大差异而未能实现。1996年5月，英国驻上海总领事馆迁至南京西路1376号上海商城，又于2014年12月15日迁至北京西路968号嘉地中心。

## 外滩使馆及领事官邸

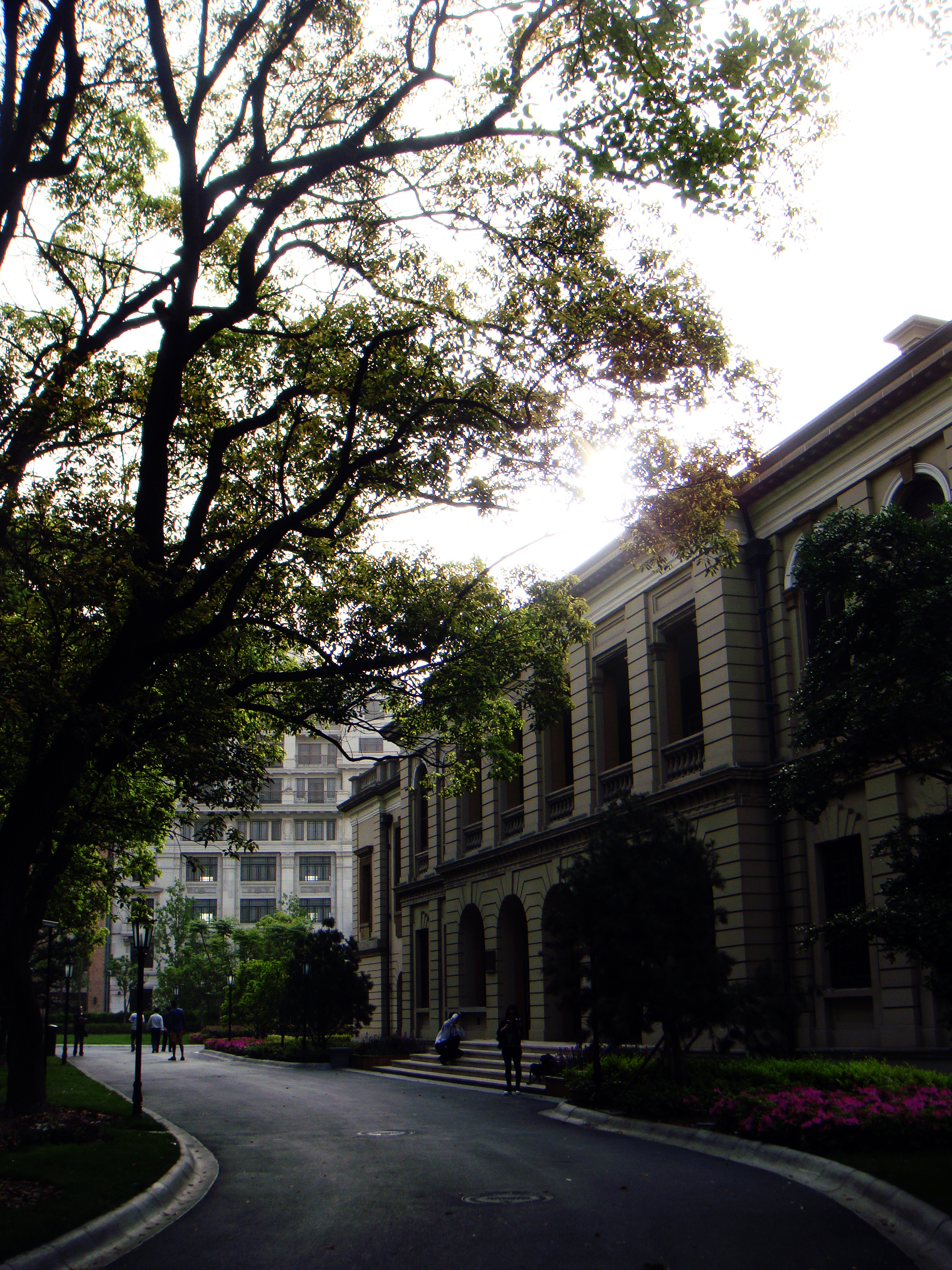
外滩领事馆南侧入口

位于中山东一路33号的原使馆及领事官邸，初建于1849年，1870年圣诞夜遭到大火焚毁，1873年完成重建工程。外滩馆址最初占地126亩，目前仍存有58亩，是外滩地区唯一拥有较大规模花园绿地的建筑区域，同时也是外滩地区现存最早的建筑。
1873年重建后的领事馆为两层砖木结构建筑，由格罗斯曼和鲍伊斯共同设计完成，并由余洪记营造厂负责建造。建筑样式为文艺复兴府邸风格。建筑屋顶采用传统中式蝴蝶瓦，屋前则为典型的英式花园。而领事官邸则位于领事馆的北侧，与领事馆通过长廊相连。立面采用清水砖，底层外圈采用劵柱廊。1994年，外滩领馆及领事官邸成为第二批上海市优秀历史建筑。2013年6月8日，适逢世界文化遗产日，外滩原使馆及领事官邸首次向公众开放。

## 领事馆部门
目前英国驻上海总领事馆下设直属的5个部门，分别为领事处、签证处、贸易与投资处、科技创新处和新闻处。
领事处主要为处理领区内的英国公民在华所需的领事服务。包括签发和补发英国护照，提供相关的文件证明以及婚姻注册等诸多服务。签证处主要负责发放前往英国及海外领地的入境签证事务，包括学习签证、官方代表团签证、商务签证、旅游签证、探亲签证和其他类型的签证等。贸易与投资处，主要负责与领区内各级中国政府进行必要的商务磋商，并且支持英国各类企业来华进行各类展览会、推荐活动和其他商务活动。科技创新处，则是为了加强领区内中国学术研究机构与英国相关科技研究机构间的合作。新闻处的主要职能为向上海及华东地区的公众和媒体提供英国与其政府政策方面的信息。
除直属部门外，英国驻沪总领事馆还负责管理上海、南京、杭州三个英国签证中心，上海英国商会，上海、南京、杭州三个英中贸易协会，伦敦金融城驻上海代表处和文化教育处及英国旅游局等其他部门和民间机构。